# Mouhers
Mouhers é uma comuna francesa na região administrativa do Centro, no departamento Indre. Estende-se por uma área de 17,93 km². Em 2010 a comuna tinha 229 habitantes (densidade: 12,8 hab./km²).